# Corned beef

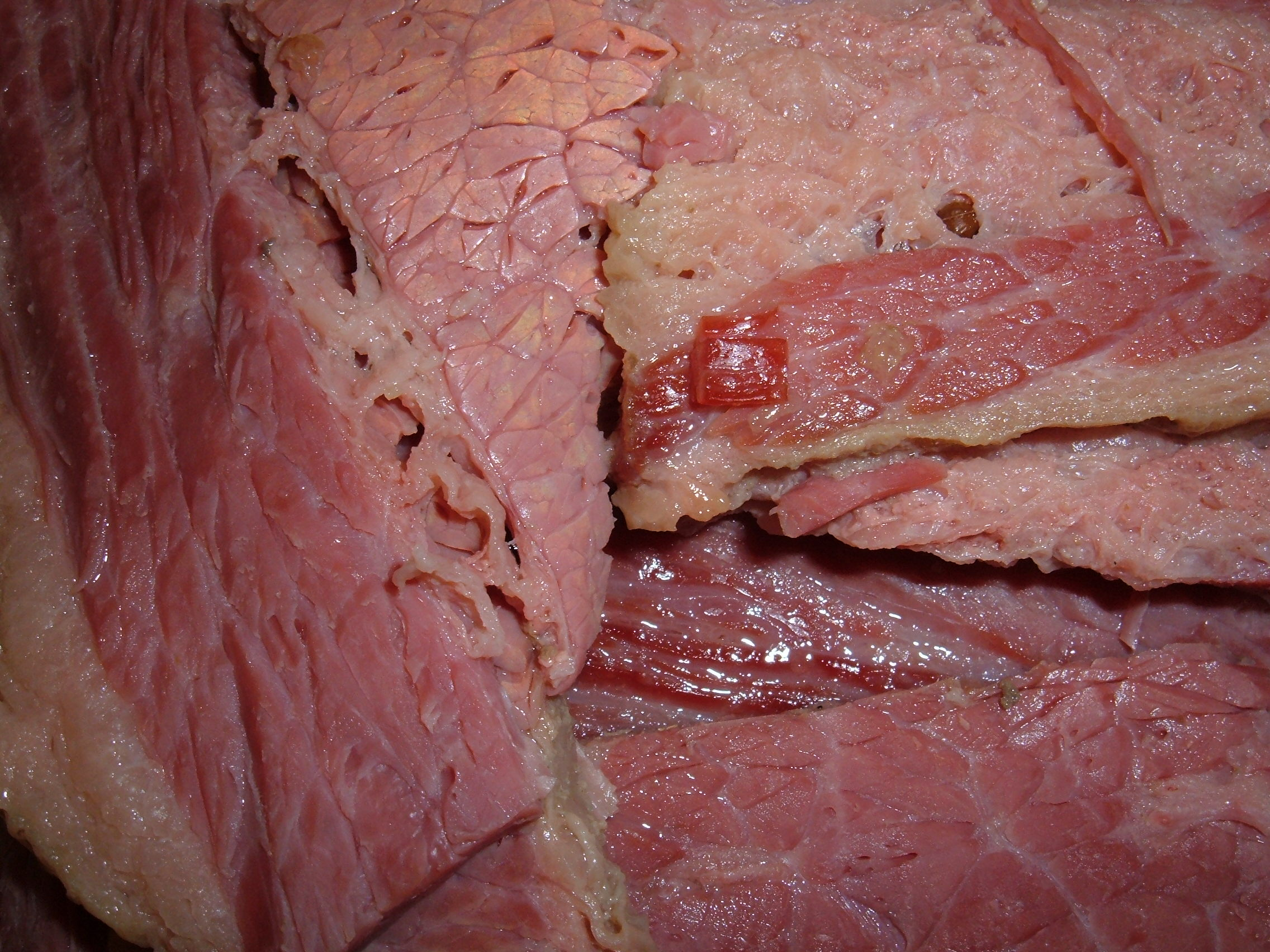
Corned Beef av hela nötbringa.

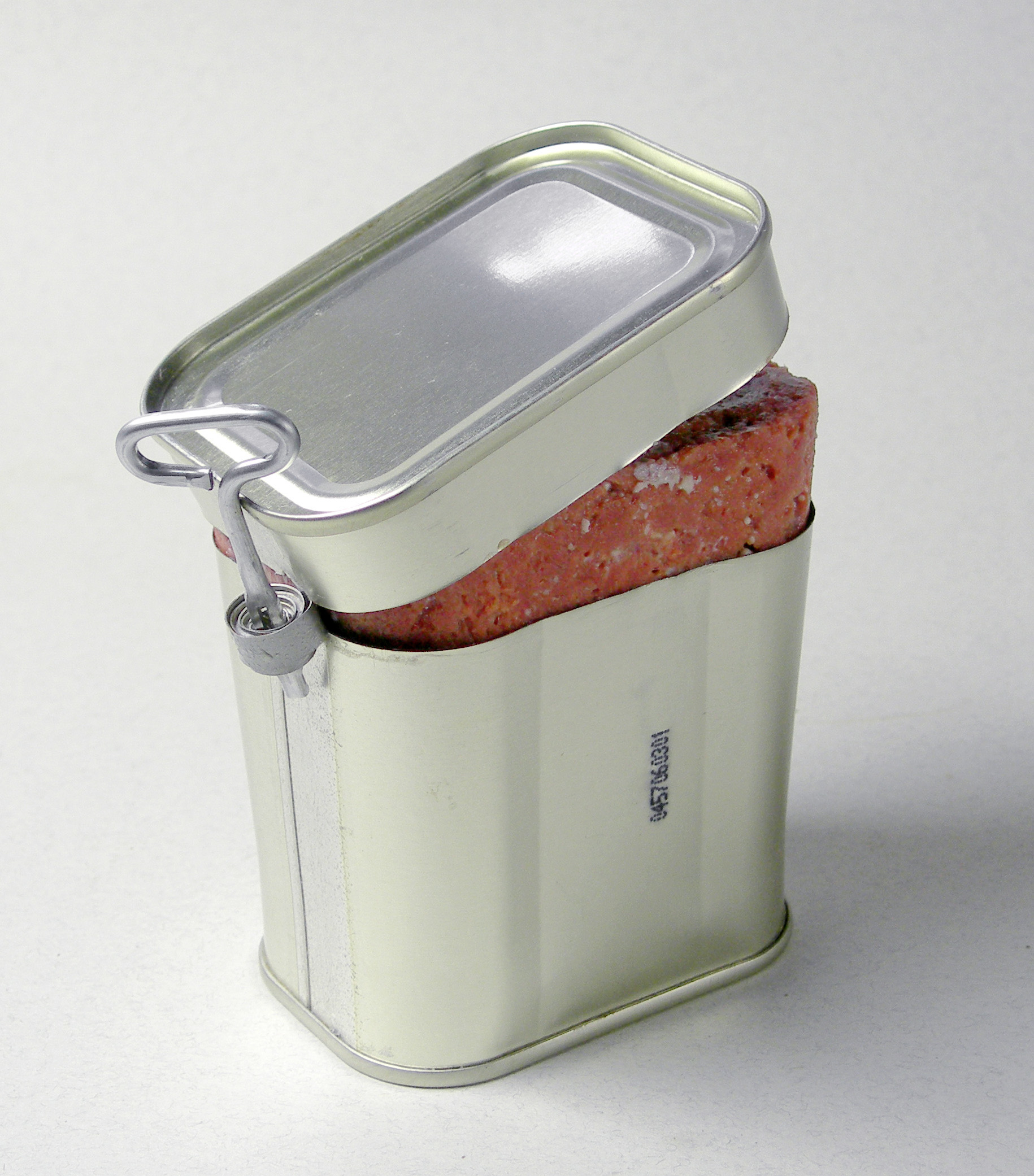
Corned beef förpackad i konservburk.

Corned beef, eller salt beef i vissa samväldesländer, är rimsaltad bringa av nöt i engelsktalande länder. Köttet rimmas i saltlag som innehåller kryddor och 'rosa rimningssalt' (engelska: pink curing salt) i flera dygn. Det rosa rimningssaltet (som inte ska förväxlas med rosa Himalayasalt som är ett bordssalt) innehåller natriumnitrit som hjälper till att konservera köttet och dessutom ge det en rosa färg. Efter rimningen kokas köttet och serveras sedan tunt skuret, som maträtt eller som smörgåspålägg. Corned beef används till exempel i Reubensandwich som är populär i USA och Kanada.
I Europa är corned beef nötkött som har kokats i saltlag och sedan malts ner och blandats med andra ingredienser, som till exempel kryddor, och pressats ihop och förpackats på konservburk, liknande spam. Eftersom köttet redan är kokt går det att äta som det är, men man kan även skära det i skivor eller bitar för att steka. Det faller lätt isär, varför man lämpligen vänder bitarna försiktigt med stekspade. Corned beef suger upp ganska mycket stekfett, men om man lägger bitarna på hushållspapper efter stekning drar pappret åt sig en del överflödigt fett.
Stekt, europeisk, corned beef påminner till konsistensen om ett mellanting mellan paté och blodpudding.

## Etymologi
Namnet corned beef på engelska kommer från att köttet rimmades med storkornigt salt, som kallades corn ("korn") av salt. Ordet corn härstammar från fornengelskan och används för att beskriva alla små, hårda partiklar eller korn. Det har inte med corn i betydelsen majs att göra.